# Santa Maria della Consolazione a Piazza Ottavilla

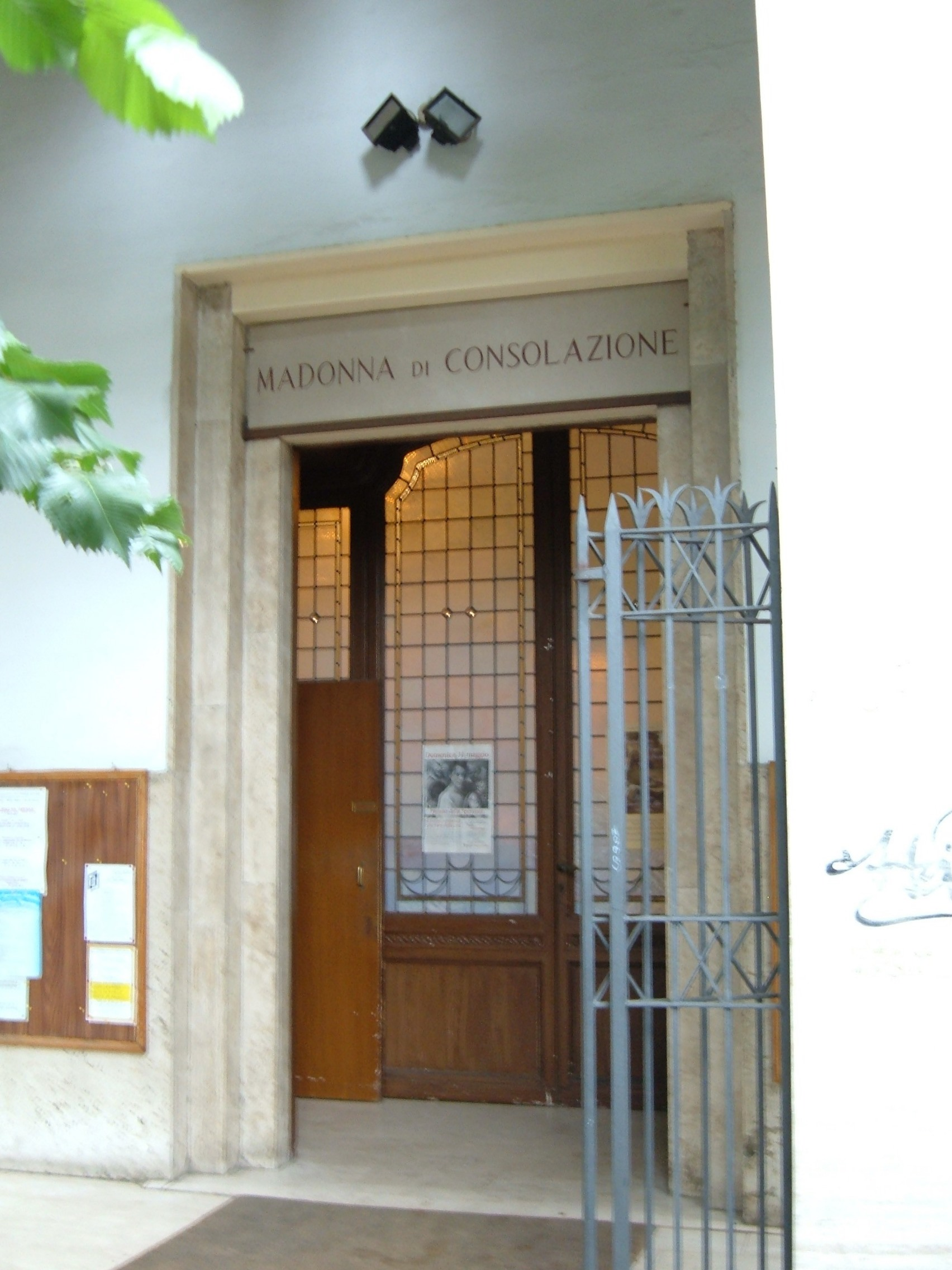
A despretensiosa entrada.

Santa Maria della Consolazione a Piazza Ottavilla é uma igreja conventual localizada na Piazza Ottavilla, 1, no quartiere Gianicolense, perto da igreja de San Pancrazio. É dedicada a Nossa Senhora da Consolação.

## História

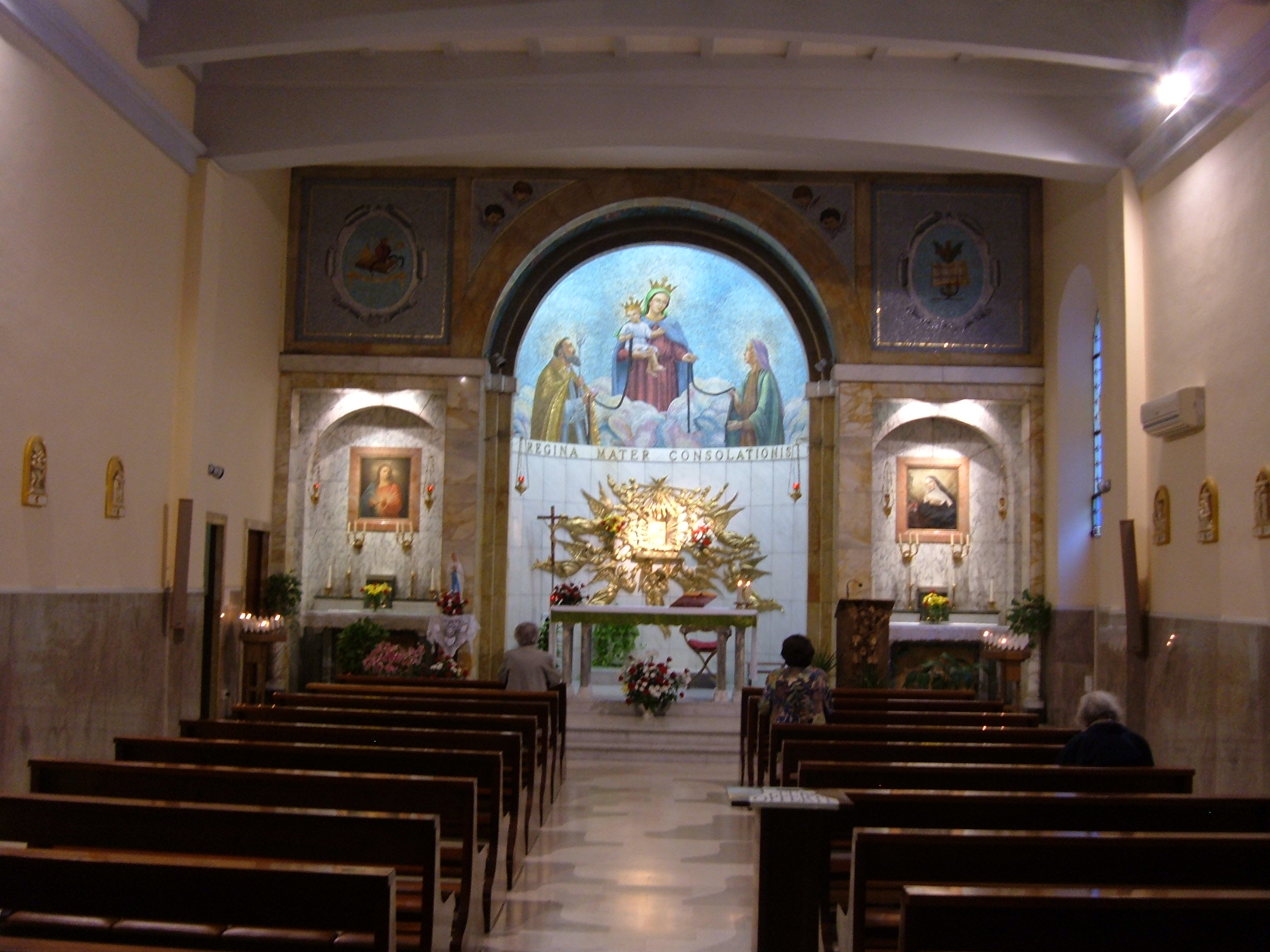
Vista do interior.

Esta igreja é a igreja da cúria-geral da congregação dos frades agostinianos descalços, construída no início do século XX depois que a ordem foi expulsa de sua cúria anterior na igreja de Gesù e Maria em 1873 pelo novo governo italiano. Seu status é incerto, mas a Diocese de Roma a lista como uma igreja subsidiária da paróquia de San Pancrazio.

## Descrição
Santa Maria não tem identidade arquitetural própria e ocupa o piso térreo de um grande e pouco notável bloco de quatro andares no lado norte da praça, ocupando o lado direito e com o presbitério se projetando no fundo como um anexo de um único andar. Ela conta ainda com uma pequena abside semicircular invisível pelo lado de fora. O portal que dá acesso à igreja é uma moldura de calcário travertino polido recuado em em dois degraus e com uma inscrição, "Madonna della Consolazione", no lintel. 
O interior é basicamente um grande salão sem nenhum interesse arquitetural. A parede da direita da nave se abre em duas grandes janelas de topo curvo com vitrais embutidos em vidro transparente; estas, por sua vez, estão no interior de um recesso, também com topo curvo, que vão até o chão. 
O presbitério é estruturalmente separado e ocupa um anexo que não é parte do edifício onde está a igreja. A parede do fundo abriga uma pequena abside, com uma semi-cúpula e um arco triunfal. Uma terceira janela se abre na parede da direita. Em contraste com a simplicidade das paredes da nave, esta parede e a abside são ricamente decoradas com mármores coloridos e mosaicos. O arco triunfal está assentado sobre pilares de mármore amarelo e cinza e estes terminam em impostas de mármore branco que se estendem através da parede do fundo como uma faixa. Estes pilares sustentam a arquivolta principal, em mármore amarelo muito mais intenso, que se triplica longitudinalmente em degraus sustentando duas arquivoltas menores aninhadas em verde escuro. A menor delas emoldura a semi-cúpula da abside.
A parede lateral abaixo da faixa tem duas pequenas capelas laterais, cada uma delas emoldurada em mármore cinza amarelado novamente; no interior desta moldura está um recesso retangular que abriga o altar. Sobre ele está um nicho de topo curvo que abriga a peça-de-altar. A capela da esquerda é dedicada ao Sagrado Coração e o da direita, a Santa Rita de Cássia, uma freira agostiniana. O altar-mor é uma mesma de mármore simples, sem nenhuma decoração frontal. Atrás dele, a parede da abside está revestida de lajes retangulares de mármore cinza bem claro e, nela, está uma grande glória dourada com anjos e o sacrário. No alto da parede está um friso com a frase "Regina mater consolationis" e a semi-cúpula abriga um grande mosaico representando a Virgem com o Menino com Santo Agostinho e Santa Mônica (mãe dele). Finalmente, nas enjuntas triangulares do arco triunfal estão mosaicos com cabeças de putti, duas em cada. Acima das capelas estão dois mosaicos representando troféus feitos com símbolos da ordem.